# يوسف الدمشقي
يوسف الدمشقي واسمه الكامل يوسف ( أو جوزيف) مهنا حداد، أو الأب يوسف، (15 مايو 1793 في بيروت - 10 يوليو 1860 في دمشق) كان كاهنا ومدرسا أرثوذكسيا، أعلنته بطريركية أنطاكية للروم الأرثوذكس قديسا وشهيدا عام 1993.

## سيرته
ولد يوسف في بيروت في 15 مايو 1793 أيام الدولة العثمانية. كان والده جورج حنا حداد حرفيا من أصل أنطاكي. عانت الأسرة الفقر ولهذا انقطع عن التعليم لعدم تحمل أبيه نفقات الدراسة وكان قد تعلم اللغة العربية وألم بها إلى جانب القليل من اليونانية. وبغية مواصلة تعليمه، عمل في نسج الحرير نهارا ودرس ليلا.

## الكهنوت
عام 1817، رُسم شماسا فكاهنا من قبل البطريرك سيرافيم كما كرم من البطريرك اللاحق ميثوديوس ثم عين في أبرشية دمشق وشغل منصب مدير المدرسة البطريركية في دمشق من 1836 وإلى 1860. تحت قيادته، أضحت المدرسة البطريركية أكثر المؤسسات الأرثوذكسية ريادة في سلك التعليم العالي في الشرق الأوسط. ويشتهر الأب يوسف بخلافه مع الروم الكاثوليك الذين انشقوا عنن كنيسة الروم الأنطاكية وكان معارضا لاعتماد التقويم الغربي الذي اعتمده البطريرك الكاثوليكي آنذاك كليمنت كما أنه خاض العديد من المناقشات مع البعثات التبشيرية البروتستانتية

## الاستشهاد
استشهد الأب يوسف أثناء مذبحة دمشق عام 1860 لما دمر اللصوص بقيادة الإقطاعيين الدروز الجزء المسيحي من مدينة دمشق القديمة، كما قُتل معه الآلاف من المسيحيين الروم؛ أرثوذكس وكاثوليك، أولئك الذين لجأوا إلى كنائس وأديرة باب توما.
ولئن تمكن يوسف من النجاة من الهجمة على الكنيسة المريمية صبيحة العاشر من يوليو والوصول إلى حارة مئذنة الشحم فإنه لم يتمكن من النجاة إذ أن أحد عارفيه من المهاجمين صاح قائلا: "هذا إمام النصارى، إن قتلناه قتلنا معه كل النصارى" لينقضوا عليه بالأسلحة لدرجة تشويهه. رابطين رجليه بحبل وطائفين به عبر الشوارع.

## التطويب
جاء في إعلان قداسة الأب يوسف الدمشقي ما يلي:
إن الكنيسة الأنطاكية التي عاشت بقداسة القديسين وشهدت لها ترى اليوم نفسها عطشى إلى أن تتجدد بهم وهي تعي نفسها "محاطة بسحابة كثيفة من الشهود" (عبرانيين 1: 12).

## إرثه
صار العديد من خريجي المدرسة البطريركية في دمشق، والتي درّس فيها القديس يوسف وترأسها، أساقفة ورؤساء كهنة في سوريا وتركيا ولبنان والولايات المتحدة والبرازيل، لعل أبرزهم البطريرك ملاتيوس الذي كان أول بطريرك محلي يعتلي عرش أنطاكية منذ 150 سنة، رفائيل الهواويني أسقف بروكلين، والذي كان أول أسقف أرثوذكسي يُكرس على الأراضي الأمريكية إضافة إلى إغناطيوس فرزلي، رئيس أساقفة ساو باولو للروم الأرثوذكس.

## وصلات خارجية
- طروبارية القديس يوسف الدمشقي
- طروبارية القديس يوسف الدمشقي
- براكليسي القديس يوسف الدمشقي
- كانين القديس يوسف الدمشقي
- نشيد القديس يوسف الدمشقي